# Луанг Пхо Чем

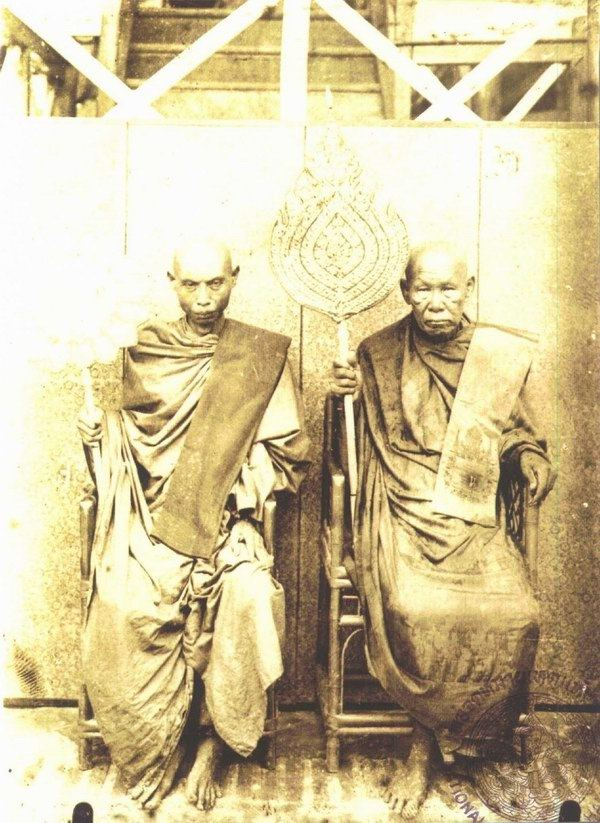
Луанг Пхо Чем (справа)

Луанг Пхо Чем (тайск. หลวงพ่อแช่ม или พระครูวิสุทธิวงศาจารย์ญาณมุนี)(1827—1908) — буддийский монах, c 1876 по 1908 бывший настоятелем монастыря Ват Чалонг на острове Пхукет, Таиланд. Его известность связана с событиями китайского восстания Анг Йи в 1876 году.

## Биография
О ранних годах монаха ничего не известно. Первые письменные упоминания о нем относятся к 1876 году, когда произошло крупное восстание китайцев под предводительством Анг Йи. Толпы мятежником врывались в дома Пхукет-тауна, выносили все ценное, убивали жителей. Постепенно восстание смещалось к югу, в сторону монастыря Ват Чалонг. Туда стекались многочисленные жертвы бандитов. Там они получали рис и первую медицинскую помощь.
Наконец, стало ясно, что скоро китайцы ворвутся в монастырь. Жители окрестных деревень в ужасе разбегались, уводя с собой монахов. Луанг Пхо Чем отказался покинуть монастырь вместе со всеми, аргументировав это тем, что его жизнь не представляет особенной ценности, поэтому он не видит смысла её спасать. Своим примером он вдохновил и монахов, и деревенских жителей — многие остались защищать свои дома.
Луанг Пхо Чем разорвал несколько монашеских роб на повязки-талисманы, на каждой из которых он написал одну из букв тайского алфавита, и раздал их своим сподвижникам.
В течение всего сражения с китайскими бандами Луанг Пхо Чем возглавлял монахов, оказывающих медицинскую помощь раненым. Сам он был прекрасным лекарем-костоправом. Кроме того, монах предложил деревенским жителям нанести контрудар по повстанцам в тот момент, когда те рассредоточились и занялись мародерством.
Победа была одержана, что принесло дополнительную известность и монаху лично, и монастырю Ват Чалонг. Именно после этих событий монах был объявлен настоятелем Вата Чалонг.